# ジョージ・スタッブス
ジョージ・スタッブス（George Stubbs, 1724年8月25日 - 1806年7月10日）は18世紀のイギリスの画家。馬を描いた作品でもっとも知られる。

## 生涯
スタブッスはなめし革業者の息子としてリバプールに生まれた。彼の生涯において35歳までのことはほとんど伝わっておらず、彼の最晩年に同僚である画家のオージアス・ハンフリー(en:Ozias Humphrey)がまとめたノートに完全に依存している。スタッブスはランカシャーのハムレット・ウィンスタンリーという名前の画家・彫刻家に師事したが、与えられた模写の仕事を嫌がり、すぐにウィンスタンリーのもとを去った。その後独学で美術を学び、1740年代にはイングランド北部で肖像画家として仕事をしながら、1745年から1751年までヨークの病院で解剖学の勉強をしている。幼少期から解剖学に興味を持っており、現存している最初期の作品は1751年に発行された助産術のテキストの挿絵である。
スタッブスは1755年にイタリアを訪れた。40年後にハンフリーに、イタリアに行った動機は「ギリシア人もローマ人も、自然はつねに芸術を上回ると考えているかどうか自分自身に納得させるためで、この信念を再確認してすぐに帰ることに決めた」と語っている。1754年後半に彼はリンカンシャーのホークストウ村で農家を借りて馬の解剖に18か月間没頭する。1759年にロンドンへ戻り、1766年には「馬の解剖学(The anatomy of the Horse)」としてその成果を発表した。オリジナルのスケッチは王立芸術院に所蔵されている。
この本が出版される前からスタッブスの絵は、ジェイムズ・シーモア(en:James Seymour)やジョン・ウートン(en:John Wootton)といった画家の絵よりも正確であると、当時の主だった貴族のパトロン達に見なされていた。1759年にリッチモンド公チャールズ・レノックス(en:Charles Lennox, 3rd Duke of Richmond)はスタッブスに大きな絵を注文しており、彼の名声は確固たるものとなっていた。1763年までに他にも何人かの公爵をはじめとする貴族たちに絵を描いており、その収入でロンドンの瀟洒な地区であるメアリルボーン(en:Marylebone)に家を構え、生涯そこで暮らすこととなる。

## 作品

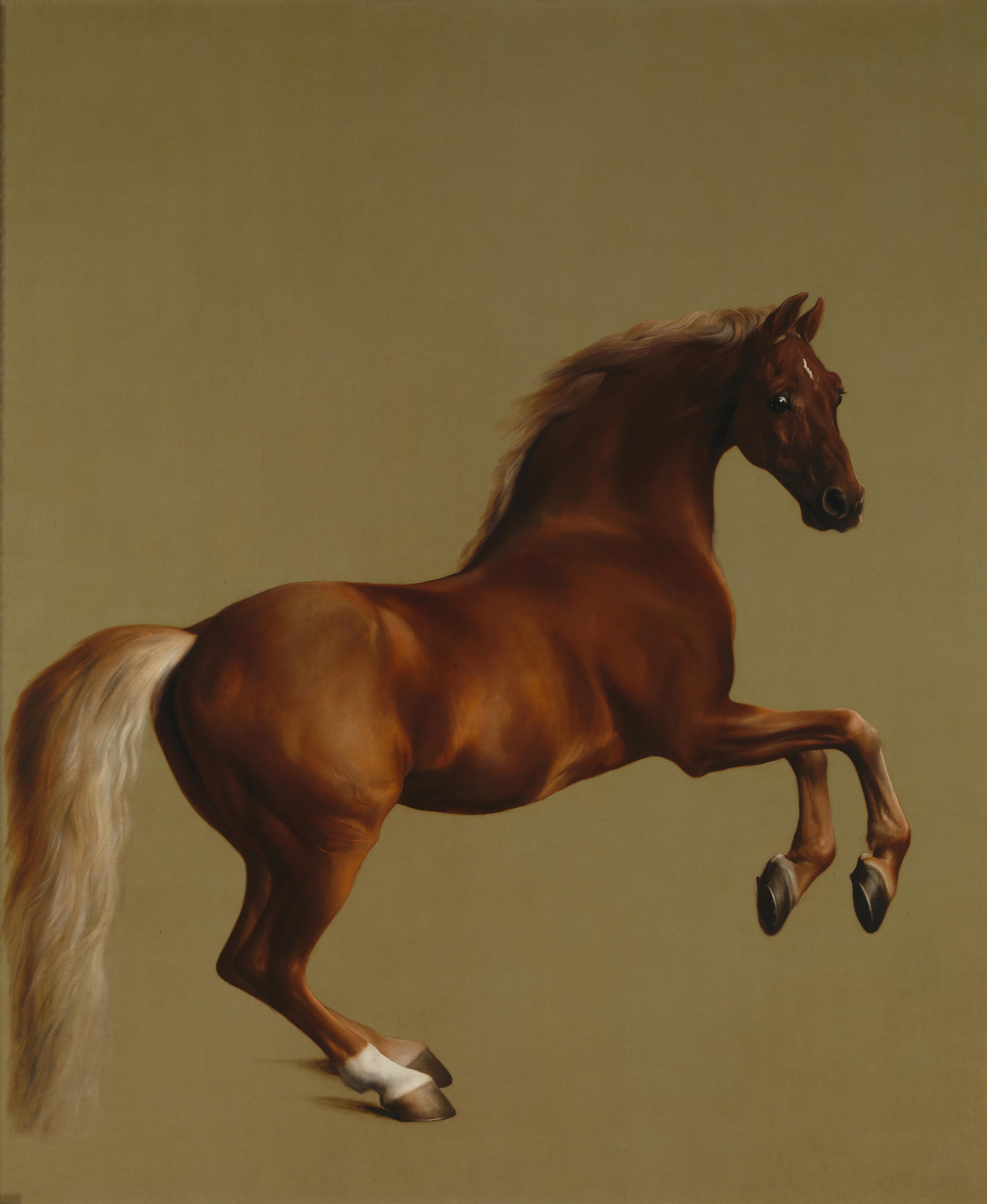
Whistlejacket, ロンドン、ナショナル・ギャラリー

スタッブスの最も有名な絵画はおそらく「Whistlejacket」である。跳ね馬を描いたこの作品はロッキンガム侯チャールズ・ワトソン＝ウェントワースの注文に応じて描かれたもので、現在ロンドンのナショナル・ギャラリーの所蔵品となっている。この作品と、同じくワトソン＝ウェントワースのために描かれた他の2枚の作品が、動物を描いた絵画には広々とした自然の風景が描かれているという慣例を破った。1760年代に彼は一頭、あるいは数頭の馬の絵画（ときには狩猟犬を連れた）を多く描いている。彼はしばしば馬とともに馬丁も描いており、馬の絵画の他にも肖像画、グループ肖像画を描き続けている。
1761年から1776年に王立英国芸術家協会(en:Society of Artists)で展示会を開いていたが、1775年には設立されたのは遅かったものの、より名門といわれていたロイヤル・アカデミーに作品発表の場所を移した。
スタッブスにはライオン、トラ、キリン、サル、サイといった異国の動物の作品もあり、これらはプライベートな動物園で観察して描いたものである。彼はライオンに怯える馬というテーマに惹かれ、何枚かの作品を残している。これらの作品や他の作品は版画にもなり、1770年代から1780年代に多く作られた。
スタッブスは歴史絵画も描いているが、あまり注目されているとはいえない。1760年代の後半にはエナメル焼もいくつか制作している。1770年代には彼の要望でジョサイア・ウェッジウッドが新しくより大きなエナメルのパネルを制作している。1770年代には最初の犬の絵画も描いており、犬の群れとともに狩りをしている絵の注文が増えるようになった。彼の制作意欲は老年になっても衰えず、1780年代に「Haymakers and Reapers」と呼ばれる聖職者の一連の作品を発表、1790年代初めに皇太子時代のジョージ4世の後援を受けており、1791年には皇太子の騎乗姿の絵を描いた。スタッブスが最後に手がけたのは1795年から始まる「A comparative anatomical exposition of the structure of the human body with that of a tiger and a common fowl,（人とトラ、鳥との構造における解剖学的比較解説）」で、その版画が1804年から1806年に発表された。

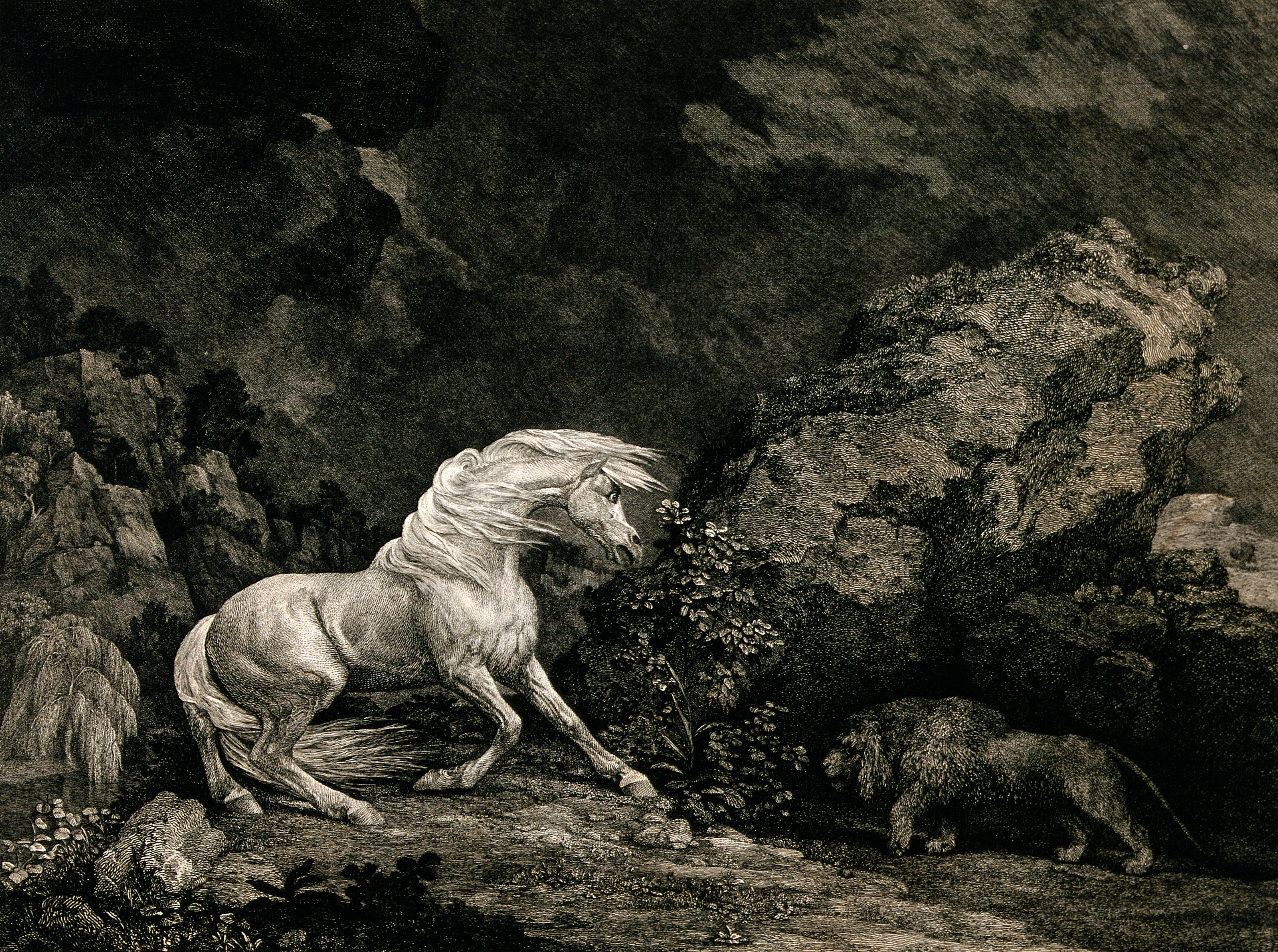
「ライオンに怯える馬」
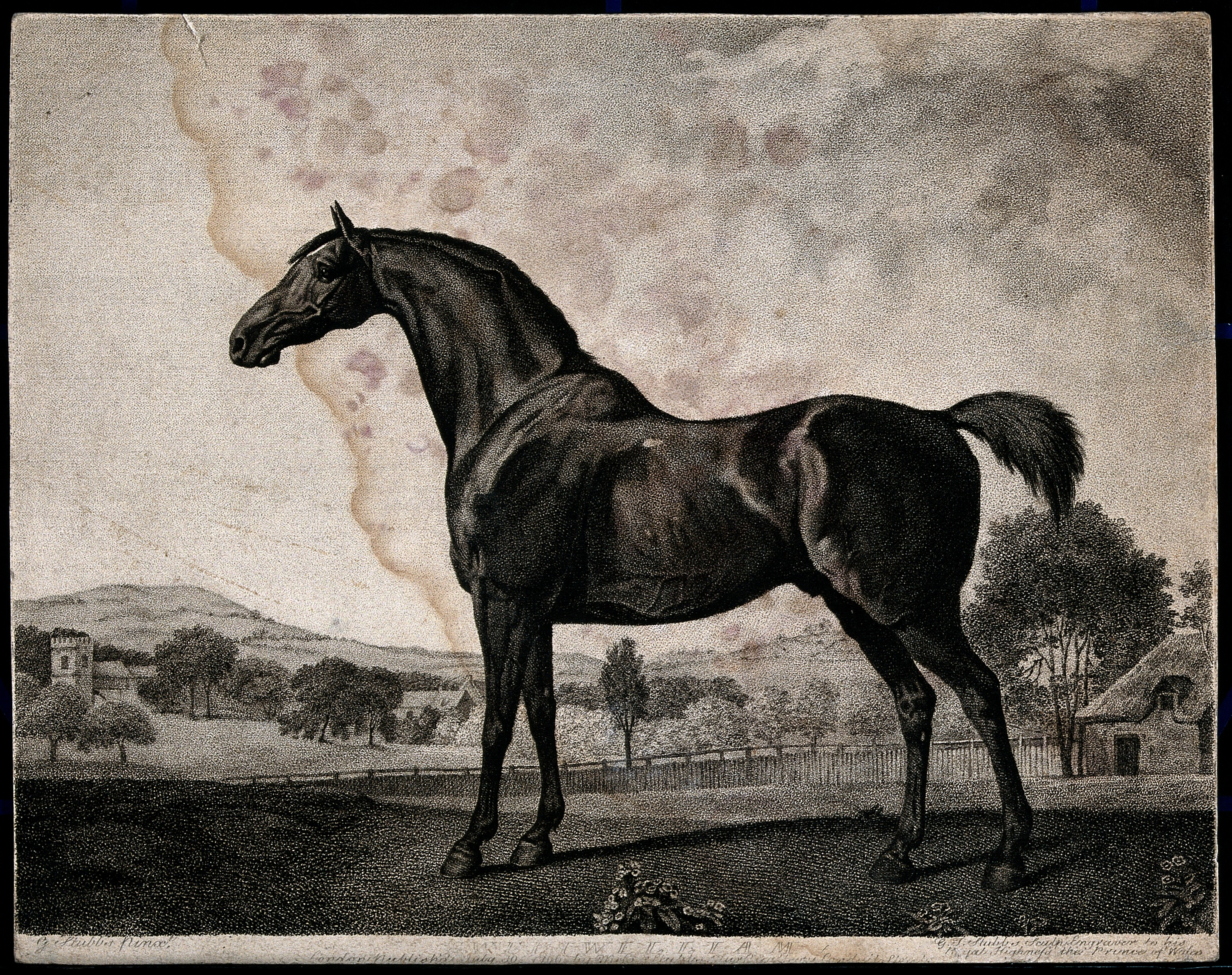
「田舎の馬」
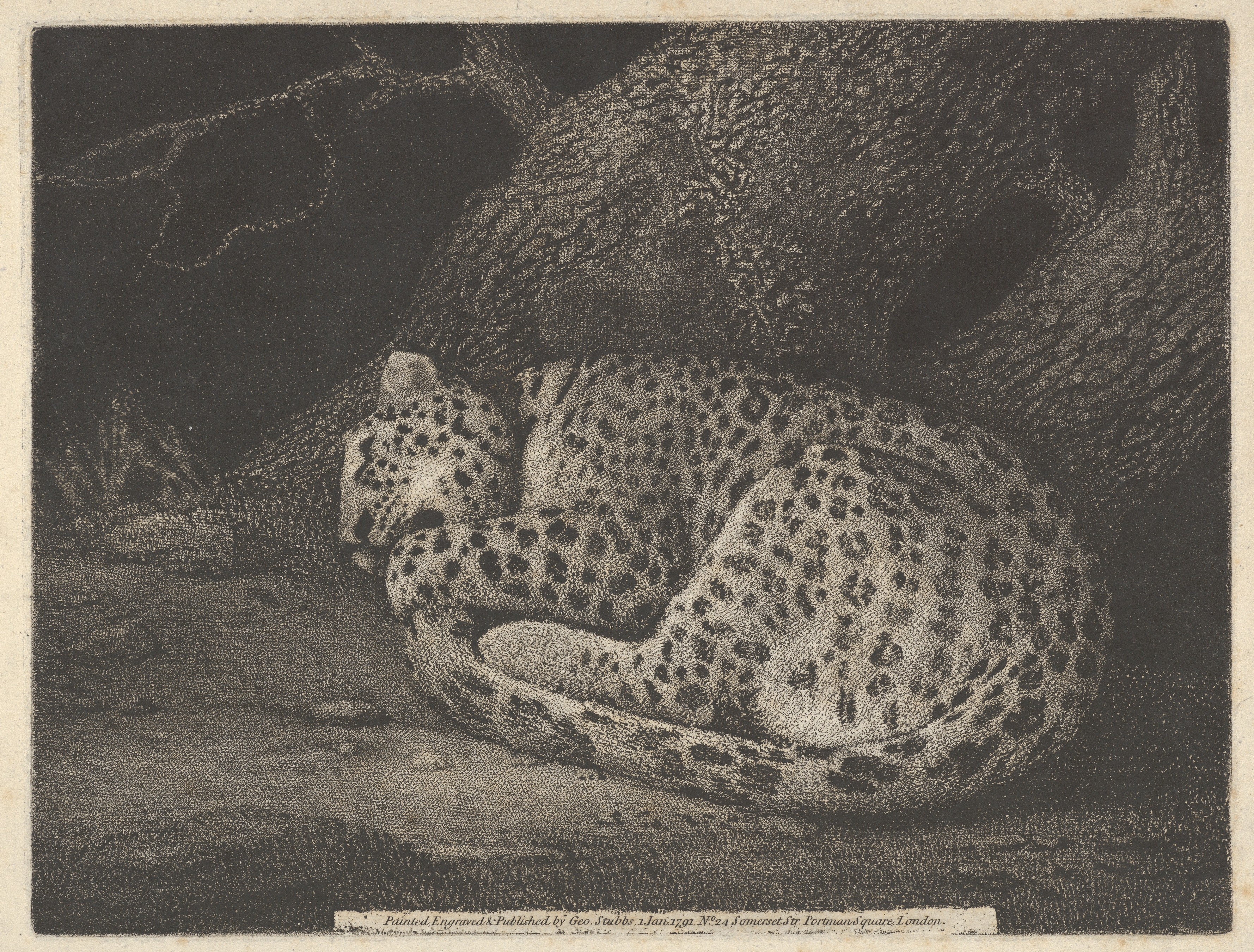
「眠る豹」
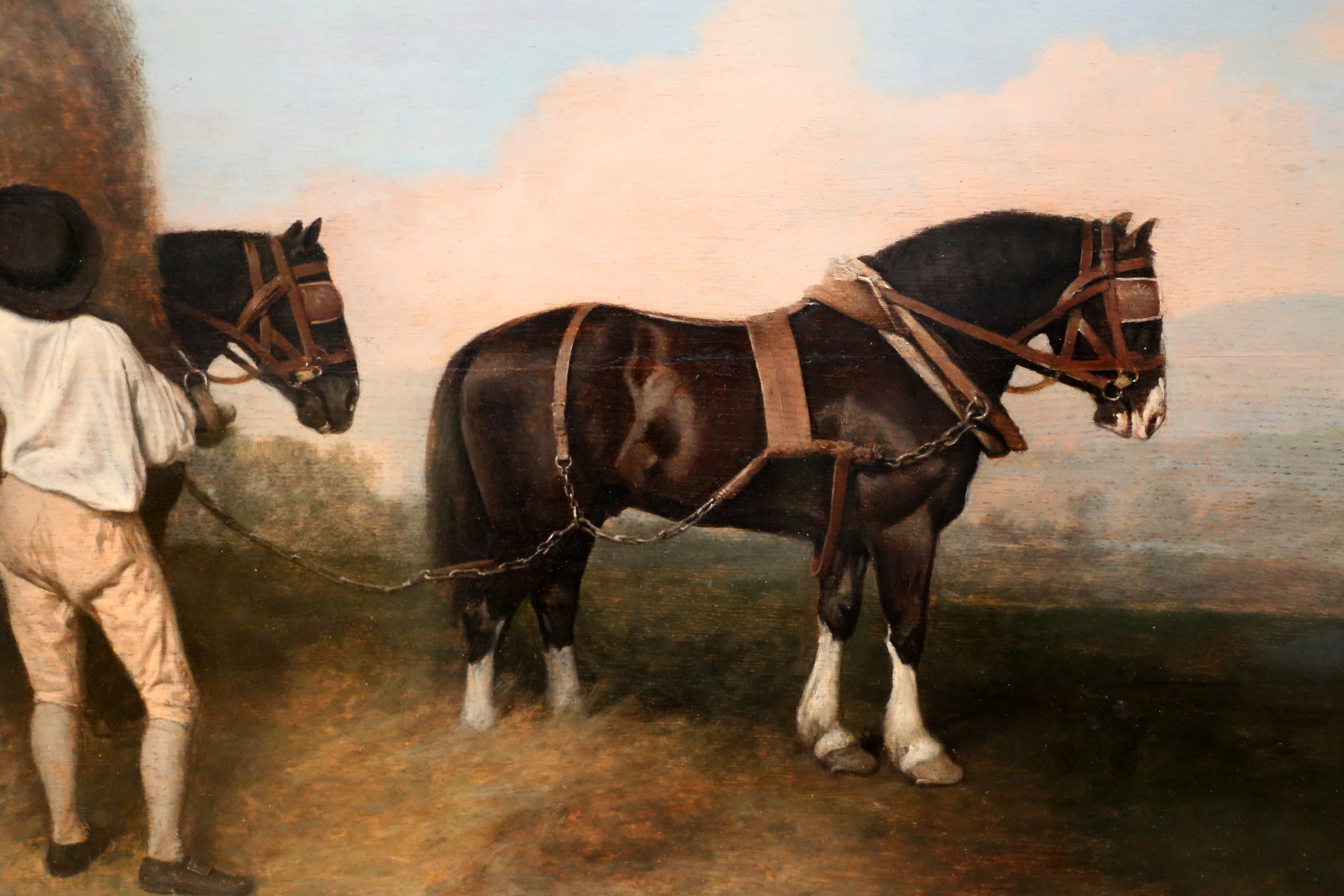
牧草を運ぶ馬
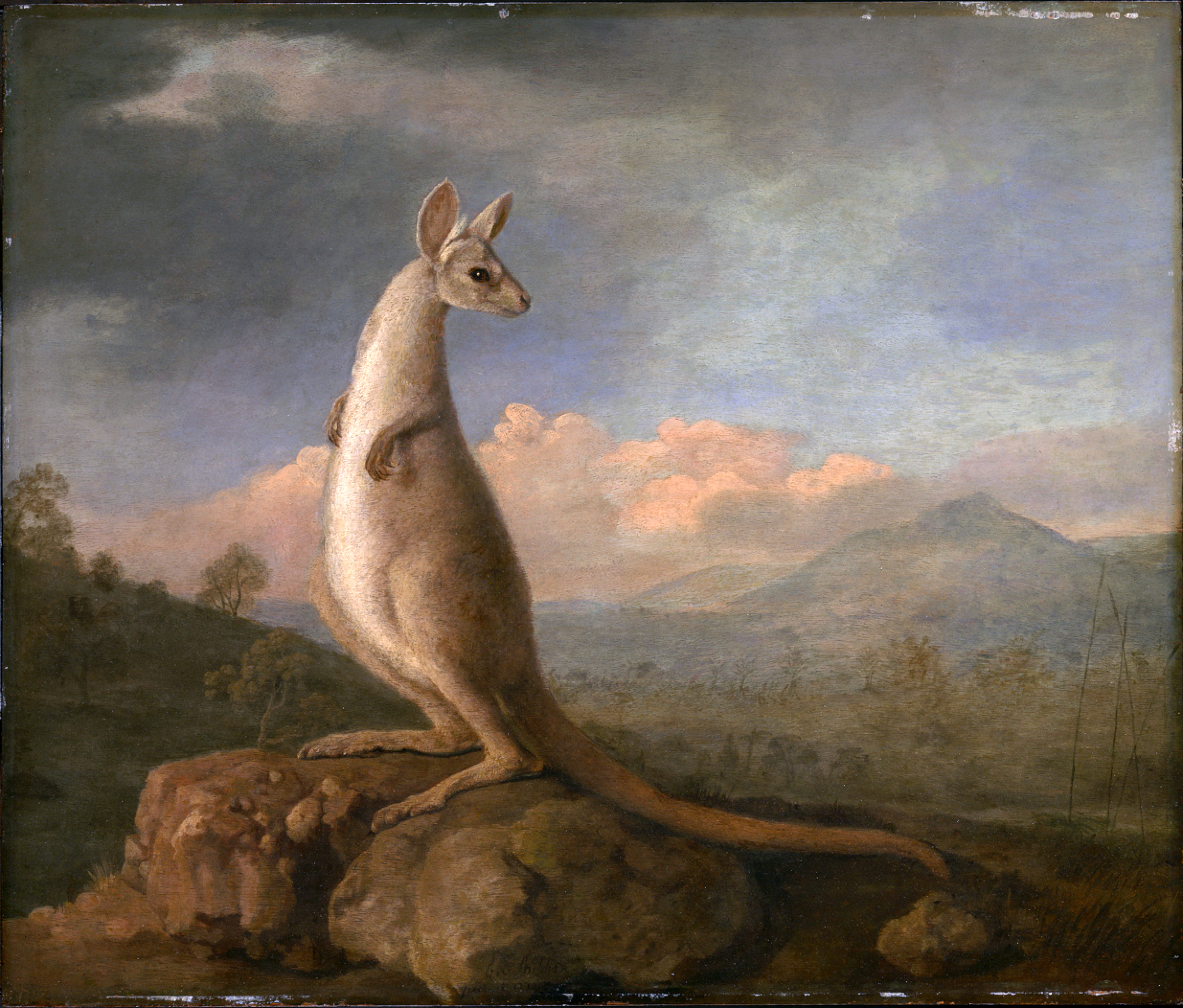
『ニューホランドのカンガルー』(1772) 国立海事博物館
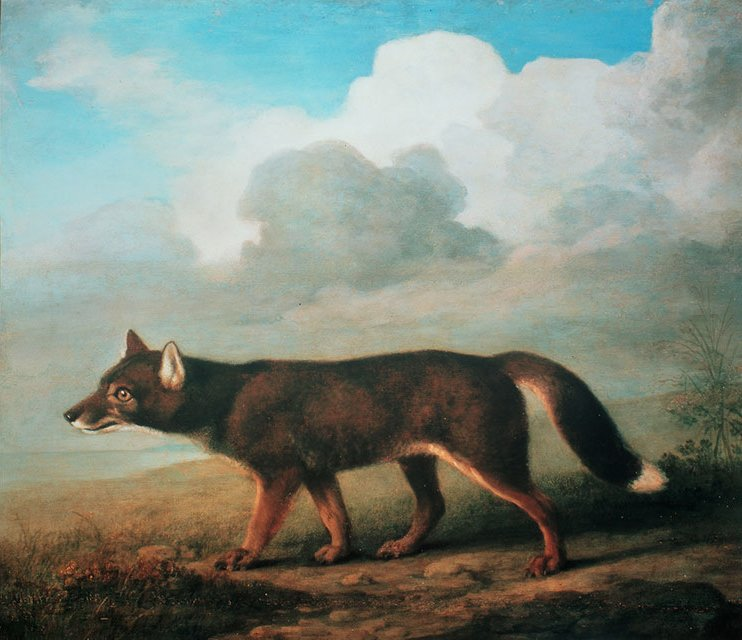
『大きな犬のポートレート（A portrait of a large Dog）』（ディンゴ）(1772) 国立海事博物館
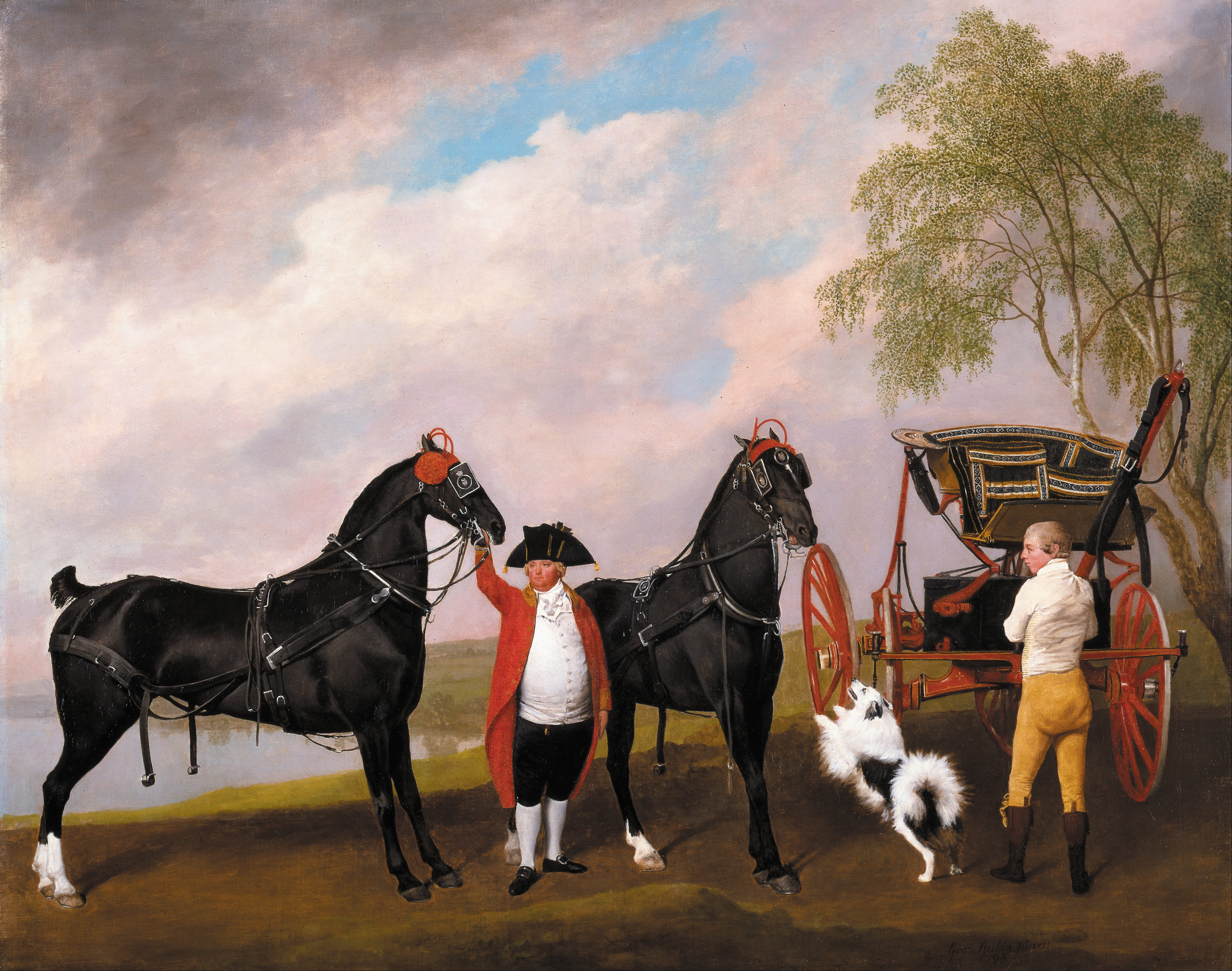
皇太子の馬車 (1793)
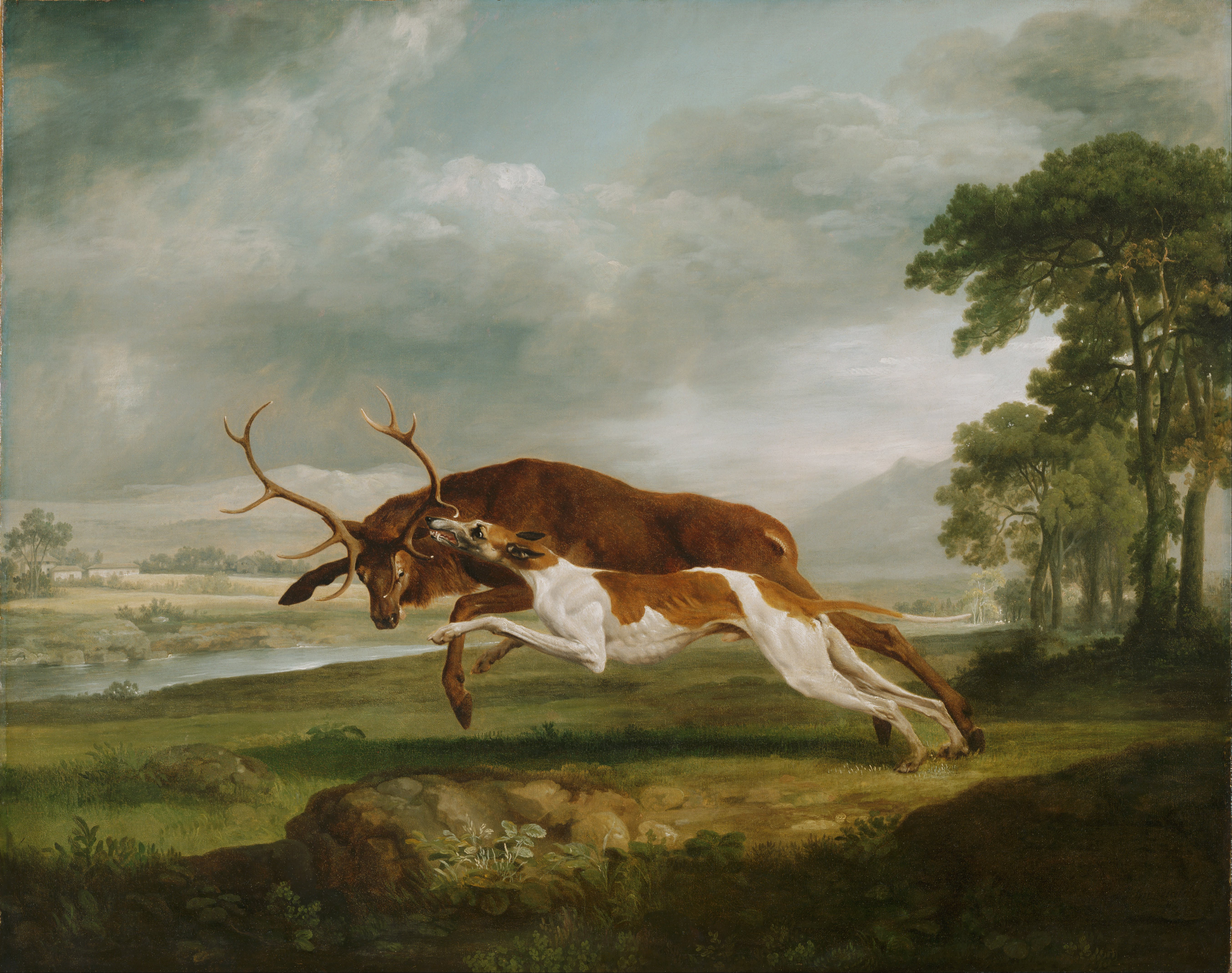
鹿を追う猟犬